# Terji Skibenæs
Terji Skibenæs (ur. 27 grudnia 1982 w Thorshavn, Wyspy Owcze) – farerski gitarzysta, grający obecnie w zespole Týr. Jego znakiem charakterystycznym jest tatuaż od nadgarstka, do połowy bicepsu na prawej ręce oraz permamentny rapeface.

## Kariera muzyczna
Zaczął grać na gitarze w wieku trzynastu lat. Otrzymał kilka lekcji od swojego starszego brata, ale jest głównie samoukiem.
W kwietniu 2001 pierwszy zespół Terjiego Skibenæsa, Flux, brał udział w tym samym konkursie muzycznym co grupa Týr. Wtedy Terji Skibenæs i Heri Joensen stwierdzili, że lubią ten sam gatunek muzyki. W grudniu 2001 Heri Joensen skontaktował się z Terjim Skibenæsem i zaproponował mu dołączenie do Týru. Obecnie Terji jest gitarzystą zespołu.

## Źródła inspiracji i zainteresowania
- Terji Skibenæs za swe muzyczne inspiracje podaje: Dimebaga Darrella, K.K. Downinga, Johna Petrucci, Randy’ego Rhoadsa, Chucka Schuldinera, Slasha, Glenna Tiptona oraz Zakka Wylde’a.
- Jego ulubionymi zespołami są między innymi: Black Label Society, Death, Dream Theater, Helloween, Iron Maiden, Judas Priest, Metallica, Ozzy Osbourne, Pantera, Slayer i Slipknot.
- Prywatnie interesuje się okultyzmem, metafizyką i gotowaniem.
- Za ulubione filmy Skibenæs podaje: Dom Tysiąca Trupów i Zieloną milę.

## Filmografia
- Black Metal: The Music of Satan (2011, film dokumentalny, reżyseria: Bill Zebub)